# Illawarra

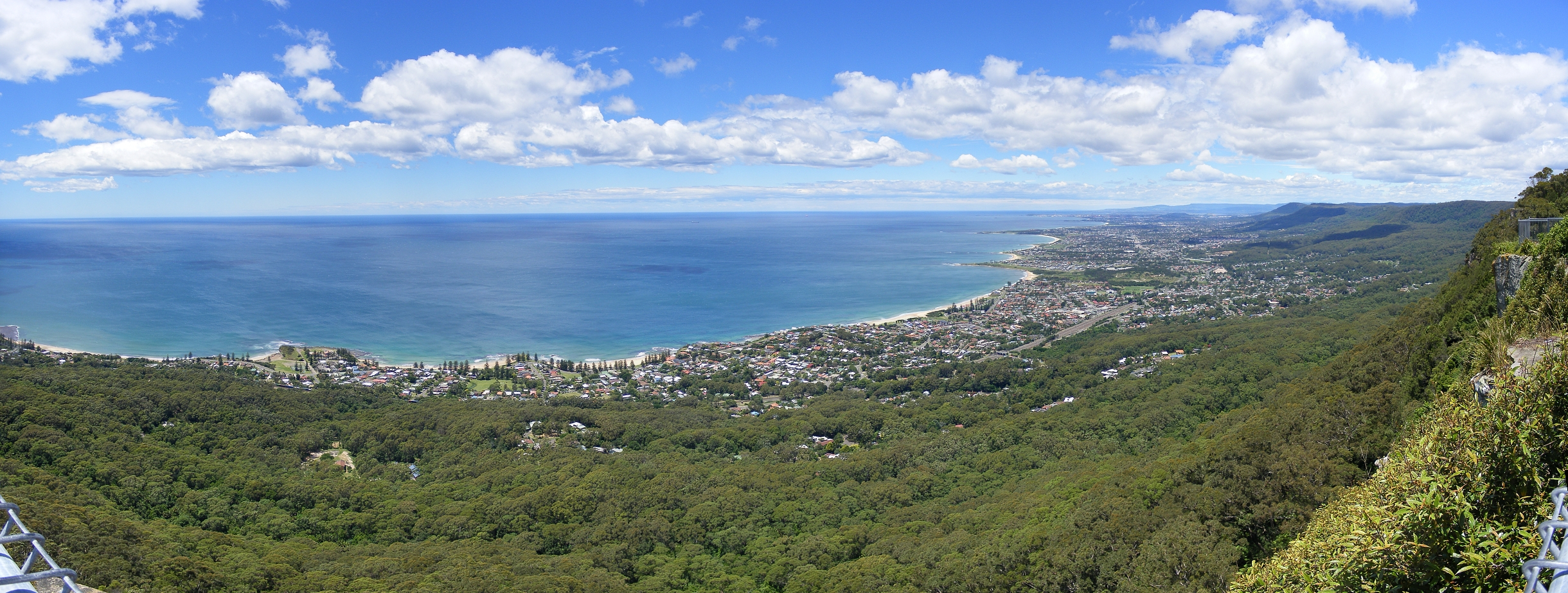
Illawarra escarpment.

Illawarra és una regió d'Austràlia dins l'estat de New South Wales. Es troba immediatament al sud de Sydney i al nord de Shoalhaven. Engloba les ciutats de Wollongong, Shellharbour, la vila de Kiama i Wingecarribee.
Té tres districtes: el districte nord-central centrat al Llac Illawarra; el districte occidental definit pel Illawarra escarpment, i les Southern Highlands que són semirurals.